# Lecanora caesiorugosa
Lecanora caesiorugosa är en lavart som beskrevs av B. de Lesd. Lecanora caesiorugosa ingår i släktet Lecanora och familjen Lecanoraceae.   Inga underarter finns listade i Catalogue of Life.